# BMW 1-serie M Coupé
De BMW 1-serie M Coupé is de krachtigste versie en tevens het topmodel van de BMW 1-serie ontwikkeld door BMW M wat onderdeel is van de Duitse automobielconstructeur BMW. De 1-serie M Coupé werd op 10 december 2010 officieel geprestenteerd na veel promotie in de vorm van video's en testritten met gecamoufleerde modellen. Officieus gaat het om de BMW M1, maar deze naam werd in de jaren 70 al aan een supersportwagen van het merk gegeven (BMW M1). De 1-serie M Coupé is gebaseerd op de BMW E82 135i die over een drieliter zes-in-lijn twin-turbo motor beschikt. De achteras is dezelfde als van e92 m3 evenals de remmen en differentieel.

## Technisch
De 1-serie M Coupé beschikt over dezelfde motor als de BMW Z4 sDrive35is: de N54 drieliter zes-in-lijn motor voorzien van twee turbo's. Deze motor levert een vermogen van 340 pk en 450 Nm koppel. Voor het onderstel zijn er verschillende componenten van de BMW M3 geleend zoals het sperdifferentieel.

## Optisch
De uiterlijke wijzigingen van de 1-serie M Coupé omvatten onder andere verbrede wielkasten en een nieuwe voor- en achterbumper. Daarnaast is de auto voorzien van twee dubbele uitlaatpijpen en 19 inch lichtmetalen velgen.

## Prestaties
De 1-serie M Coupé accelereert in 4,9 seconden van 0 naar 100 km/h. Voor een sprint van 0 naar 200 zijn 17,3 seconden nodig. De auto is elektronisch begrensd op 250 km/h.
Het gemiddelde brandstofverbruik bedraagt 9,6 l/100 km.

## Zie ook

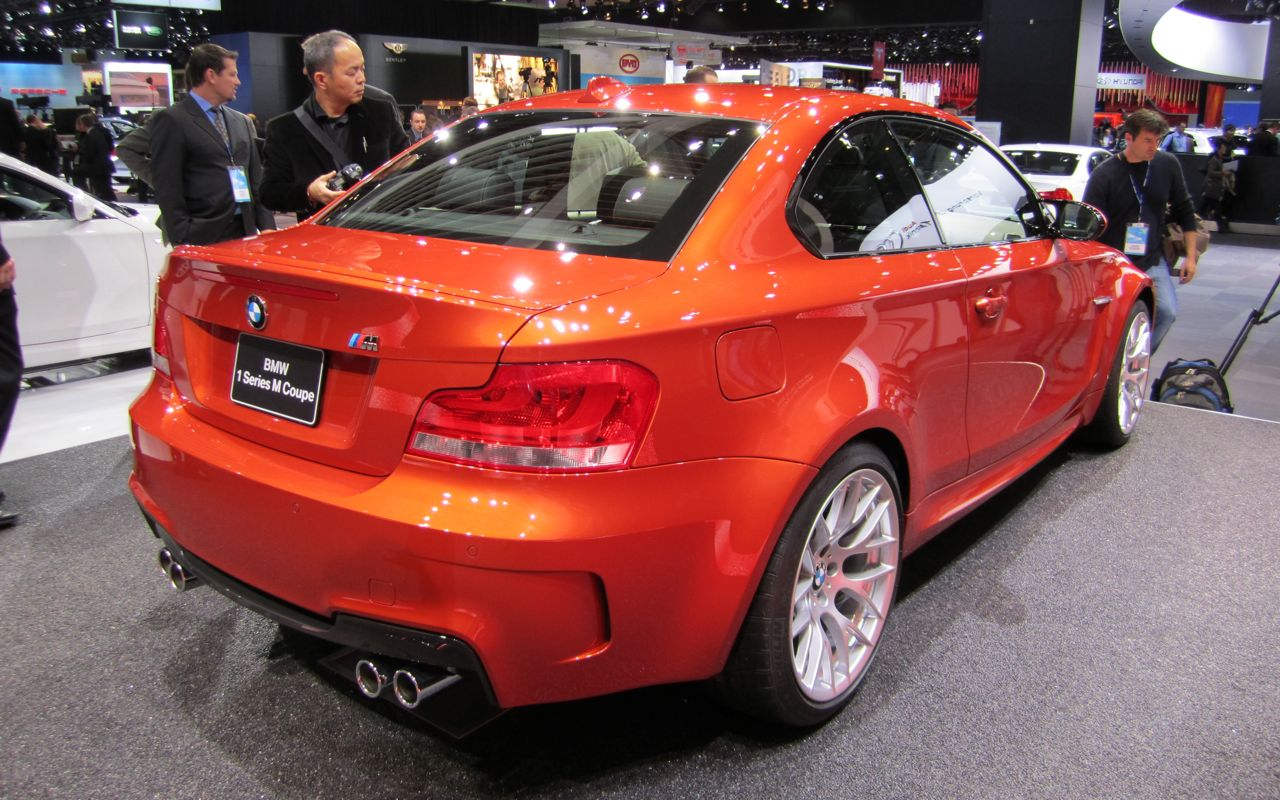
BMW 1-serie M Coupé op de NAIAS in Detroit.